# اندی فلین (بازیکن فوتبال)
اندی فلین (انگلیسی: Andy Flynn؛ زادهٔ ۱۸۹۵) بازیکن فوتبال اهل انگلستان است.
از باشگاه‌هایی که در آن بازی کرده‌است می‌توان به باشگاه فوتبال اکستر سیتی و باشگاه فوتبال یورک سیتی اشاره کرد.